# حجرا (نعمان)

تعديل مصدري - تعديل

حجرا هي إحدى قرى عزلة حجراء بمديرية نعمان التابعة لمحافظة البيضاء، بلغ تعداد سكانها 453 نسمة حسب تعداد اليمن لعام 2004.